# Daniel Vivian
Daniel Vivian, né le 5 juillet 1999 à Vitoria-Gasteiz en Espagne, est un footballeur international espagnol qui évolue au poste de défenseur central à l'Athletic Club.

## Biographie

### Débuts professionnels
Né à Vitoria-Gasteiz en Espagne, Daniel Vivian commence le football dans sa ville natale et a joué successivement au Deportivo Alavés, le CDF Lakua, le CD Ariznabarra et le Santutxu FC avant d'intégrer la formation de l'Athletic Bilbao.
Le 11 août 2020, il prolonge son contrat jusqu'en juin 2023 et définitivement promu en équipe première. Il est toutefois prêté le jour suivant pour une saison au CD Mirandés, qui évolue alors en deuxième division espagnole. Il joue son premier match le 13 septembre 2020 contre l'AD Alcorcón. Il est titulaire lors de cette partie qui se solde par un match nul et vierge (0-0). Il obtient le brassard de capitaine durant la saison,.

### Athletic Bilbao
Vivian fait son retour à l'Athletic Bilbao à la fin de son prêt à l'été 2021, où l'entraîneur Marcelino l'intègre à l'équipe première et en fait un de ses premiers choix au poste de défenseur central, au détriment de Unai Núñez. Il découvre alors la Liga, jouant son premier match le 16 août 2021 face au Elche CF. Il est titulaire et les deux équipes se neutralisent (0-0). Vivian inscrit son premier but pour l'Athletic le 11 septembre 2021, lors d'une rencontre de championnat face au RCD Majorque. Titulaire ce jour-là, il ouvre le score de la tête sur un service d'Iker Muniain, et son équipe l'emporte par deux buts à zéro. En février 2022, son contrat est prolongé de trois saisons, soit jusqu'en juin 2026.
Lors de la saison 2022-2023, Vivian s'impose comme un titulaire dans la défense de l'Athletic Bilbao, aux côtés de Yeray Álvarez.
Le 1er juin 2024, une nouvelle prolongation du contrat du joueur est officialisé, cette fois jusqu'en juin 2032. Il dispose alors avec Oihan Sancet du plus long contrat en cours avec le club basque.

### Équipe d'Espagne
Auteur d'une excellente saison avec l'Athletic Bilbao, il est convoqué par le sélectionneur de la Roja Luis de la Fuente le 15 mars 2024. Il dispute son premier match avec l'équipe nationale le 22 du même mois, lors d'un match amical contre la Colombie (défaite 0-1). Il est alors le 106e joueur ayant porté le maillot de la sélection nationale espagnole en étant membre de l'Athletic Bilbao.
En mai 2024, il figure dans une liste élargie de 29 joueurs appelés par Luis de la Fuente pour l'Euro 2024 puis il fait partie de la liste définitive de 26 joueurs publiée le 7 juin,. À son poste, il est choisi au détriment notamment de Pau Torres ou Pau Cubarsí.
En mai 2025, il fait partie du groupe de 26 joueurs convoqués pour participer à la phase finale de la Ligue des nations.

## Palmarès
Avec l'Athletic Club, Daniel Vivian remporte la Coupe d'Espagne en 2024.
Avec l'Espagne, il est finaliste de la Ligue des nations en 2025.

## Statistiques
| Saison                | Club                  | Championnat           | Championnat | Championnat | Championnat | Coupe(s) nationale(s) | Coupe(s) nationale(s) | Coupe(s) nationale(s) | Supercoupe | Supercoupe | Supercoupe | Compétition(s) continentale(s) | Compétition(s) continentale(s) | Compétition(s) continentale(s) | Compétition(s) continentale(s) | Espagne | Espagne | Espagne | Total | Total | Total |
| Saison                | Club                  | Division              | M.          | B.          | P.d.        | M.                    | B.                    | P.d.                  | M.         | B.         | P.d.       | Comp.                          | M.                             | B.                             | P.d.                           | M.      | B.      | P.d.    | M.    | B.    | P.d.  |
| 2017-2018             | Bilbao Athletic       | Segunda División B    | 4           | 0           | 0           | -                     | -                     | -                     | -          | -          | -          | -                              | -                              | -                              | -                              | -       | -       | -       | 4     | 0     | 0     |
| 2018-2019             | Bilbao Athletic       | Segunda División B    | 32          | 2           | 2           | -                     | -                     | -                     | -          | -          | -          | -                              | -                              | -                              | -                              | -       | -       | -       | 32    | 2     | 2     |
| 2019-2020             | Bilbao Athletic       | Segunda División B    | 11+1        | 2           | 0           | -                     | -                     | -                     | -          | -          | -          | -                              | -                              | -                              | -                              | -       | -       | -       | 12    | 2     | 0     |
| Sous-total            | Sous-total            | Sous-total            | 48          | 4           | 2           | -                     | -                     | -                     | -          | -          | -          | -                              | -                              | -                              | -                              | -       | -       | -       | 48    | 4     | 2     |
| 2020-2021             | CD Mirandés (prêt)    | LaLiga SmartBank      | 32          | 2           | 1           | -                     | -                     | -                     | -          | -          | -          | -                              | -                              | -                              | -                              | -       | -       | -       | 32    | 2     | 1     |
| 2021-2022             | Athletic Bilbao       | Liga                  | 24          | 2           | 1           | 3                     | 0                     | 0                     | -          | -          | -          | -                              | -                              | -                              | -                              | -       | -       | -       | 27    | 2     | 1     |
| 2022-2023             | Athletic Bilbao       | Liga                  | 29          | 1           | 0           | 7                     | 0                     | 0                     | -          | -          | -          | -                              | -                              | -                              | -                              | -       | -       | -       | 36    | 1     | 0     |
| 2023-2024             | Athletic Bilbao       | Liga                  | 33          | 0           | 0           | 7                     | 0                     | 1                     | -          | -          | -          | -                              | -                              | -                              | -                              | 4       | 0       | 0       | 44    | 0     | 1     |
| 2024-2025             | Athletic Bilbao       | Liga                  | 32          | 4           | 0           | 2                     | 0                     | 0                     | 1          | 0          | 0          | C3                             | 11                             | 0                              | 0                              | 5       | 0       | 0       | 51    | 4     | 0     |
| 2025-2026             | Athletic Bilbao       | Liga                  | 1           | 0           | 0           | -                     | -                     | -                     | -          | -          | -          | -                              | -                              | -                              | -                              | -       | -       | -       | 1     | 0     | 0     |
| Sous-total            | Sous-total            | Sous-total            | 119         | 7           | 1           | 19                    | 0                     | 1                     | 1          | 0          | 0          | -                              | 11                             | 0                              | 0                              | 9       | 0       | 0       | 159   | 7     | 2     |
| Total sur la carrière | Total sur la carrière | Total sur la carrière | 167         | 11          | 4           | 19                    | 0                     | 1                     | 1          | 0          | 0          | -                              | 11                             | 0                              | 0                              | 9       | 0       | 0       | 207   | 11    | 5     |